# 十异戊烯基磷酸-β-D-赤式戊呋喃糖苷-2-酮糖2-还原酶
十异戊烯基磷酸-β-D-赤式戊呋喃糖苷-2-酮糖2-还原酶（EC 1.1.1.333）是一种氧化还原酶该酶催化以下化学反应：
反,八顺-十异戊烯基磷酸-β-D-阿拉伯呋喃糖 + NAD+ {\displaystyle \rightleftharpoons } 反,八顺-十异戊烯基磷酸-β-D-赤式戊呋喃糖苷-2-酮糖 + NADH + H+
该反应以相反方向催化。